# Olax aschersoniana
Olax aschersoniana är en tvåhjärtbladig växtart som beskrevs av Buettn.. Olax aschersoniana ingår i släktet Olax och familjen Olacaceae. Inga underarter finns listade i Catalogue of Life.